# Canals (Frankrijk)
Canals is een gemeente in het Franse departement Tarn-et-Garonne (regio Occitanie) en telt 793 inwoners (2019). 

## Geschiedenis
De plaats werd voor het eerst genoemd in de 9e eeuw als Canaucellas. In de middeleeuwen kreeg de plaats een romaanse kerk. In de 17e eeuw werd die kerk afgebroken en een nieuwe kerk werd gebouwd in het centrum van het dorp. In de 19e eeuw werd het Canal de Garonne gegraven. In 1890 werd de spoorweg aangelegd die een tracé langs het kanaal volgt. Tot 1980 was Canals in hoofdzaak een landbouwdorp met graanteelt en wijnbouw, fruitbomen en weiden voor koeien. In de jaren 1980 werd een bedrijvenpark aangelegd.

## Geografie
De oppervlakte bedraagt 7,35 km², de bevolkingsdichtheid is 108 inwoners per km².
De gemeente ligt op een plateau boven de vallei van de Garonne. Het Canal de Garonne dat evenwijdig aan de Garonne loopt, ligt in de gemeente.
De onderstaande kaart toont de ligging van Canals met de belangrijkste infrastructuur en aangrenzende gemeenten.

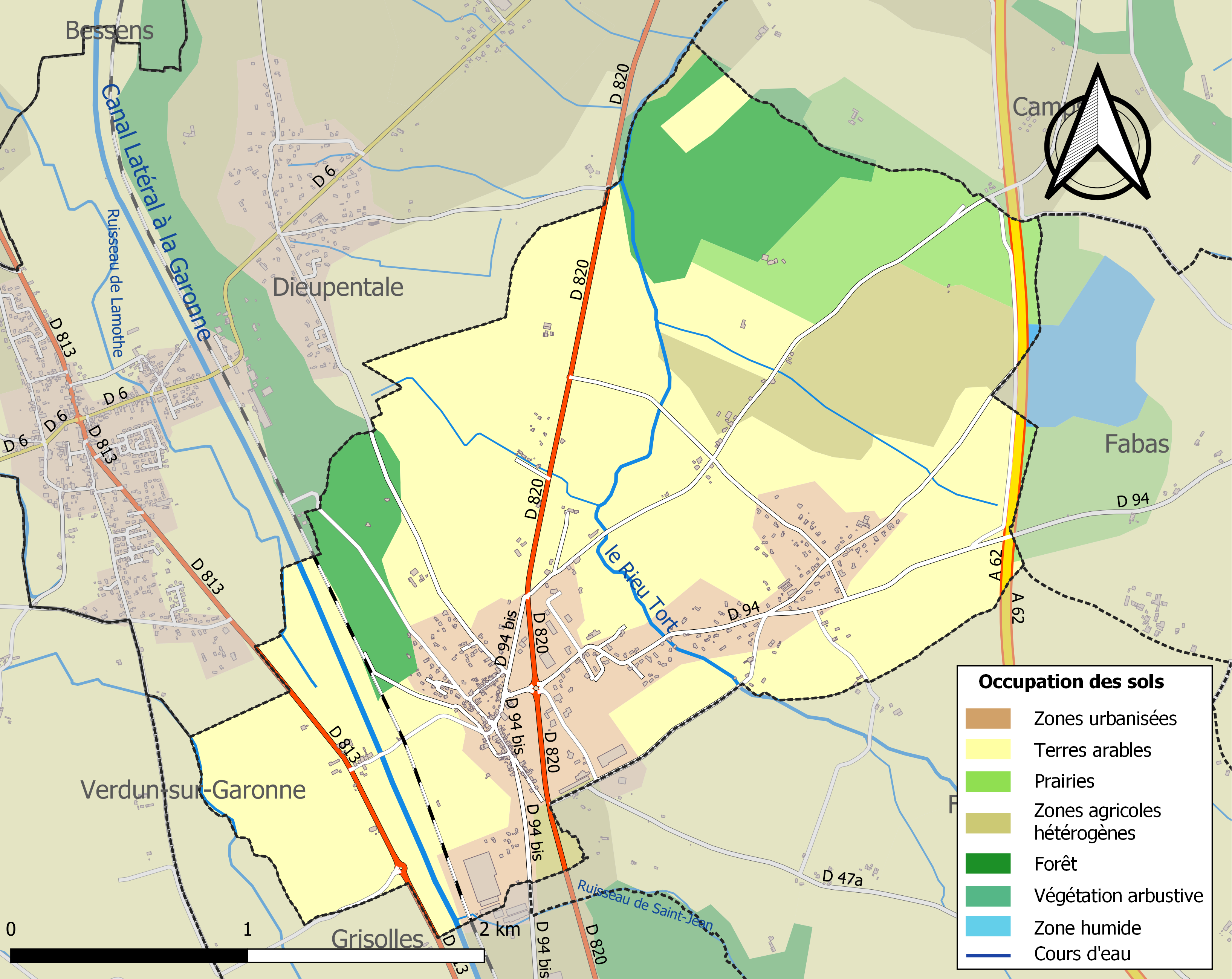

## Demografie
Rond 1860 telde de gemeente ongeveer 500 inwoners. Vanaf de Eerste Wereldoorlog tot 1970 daalde de bevolking om daarna weer te stijgen.
Onderstaande figuur toont het verloop van het inwonertal (bron: INSEE-tellingen).